# Фудзікі Маюко
Фудзікі Маюко (21 червня 1975) — японська синхронна плавчиня і тренерка кількох національних збірних. Як спортсменка: бронзова медалістка Олімпійських ігор 1996 року (за збірну Японії). Як тренерка: срібна медалістка Олімпійських Ігор 2004 (за збірну Японії), 2008 (за збірну Іспанії), 2016 (за збірну Китаю).